# Saint-Martin-Petit
Saint-Martin-Petit is een gemeente in het Franse departement Lot-et-Garonne (regio Nouvelle-Aquitaine) en telt 357 inwoners (1999). De plaats maakt deel uit van het arrondissement Marmande.

## Geografie
De oppervlakte van Saint-Martin-Petit bedraagt 6,4 km², de bevolkingsdichtheid is 55,8 inwoners per km².
De onderstaande kaart toont de ligging van Saint-Martin-Petit met de belangrijkste infrastructuur en aangrenzende gemeenten.

## Demografie
Onderstaande figuur toont het verloop van het inwonertal (bron: INSEE-tellingen).